# Cesare Dujany
Cesare Dujany   (Saint-Vincent, 20 de febrer de 1920 - Châtillon, 31 de març de 2019) fou un polític valldostà. Treballà com a mestre i fou militant de la DCI. El 1970 va protagonitzar l'escissió dels Demòcrates Populars i fou president del Consell de la Vall de 1970 a 1974. Després fou membre de la Cambra dels Diputats a les eleccions legislatives italianes de 1979 i 1983, i del Senat d'Itàlia a les de 1987, 1992 (llistes Federalisme (Psd'Az-UV)) i 1994. El 1985 fou el promotor amb Franco Bassanini de la llei que ordenaria els guies alpins.